# Ian Affleck
Ian Affleck   (Vancouver, 2 de juliol de 1952 - 4 d'octubre de 2024) va ser un físic teòric canadenc especialitzat en física de la matèria condensada. D'ençà 2013 fins a la seva mort (2024) fou "Professor Killam" al Departament de Físiques i Astronomia de la Universitat de la Colúmbia Britànica.
Els estudis d'Affleck van ser focalitzats en superconductivitat d'alta temperatura, magnetisme en poques dimensions, punts quàntics i cables quàntics. Ian Affleck va fer moltes contribucions importants en física teòrica i matemàtica. Va començar la seva carrera en física d'altes energies (on va proposar, entre d'altres, el conegut mecanisme Affleck-Dine per a explicar l'asimetria de matèria i antimatèria), i va aplicar amb èxit moltes tècniques d'aquest camp a la matèria condensada. En particular, va aplicar tècniques de teoria de camps conformes a magnetisme en espais de poques dimensions, efectes Kondo i problemes d'impuresa quàntica. Fou també membre dels programes de Superconductivitat del CIFAR i de Cosmologia i Gravetat.
Affleck va obtenir nombrosos premis incloent-hi la Medalla CAP el 2006 i la Medalla DCMMP Brockhouse el 2014. Va ser elegit Fellow de la Societat de Física Americana el 2002 i membre de la Royal Society el 2010.